# Toyota Hilux Chamois

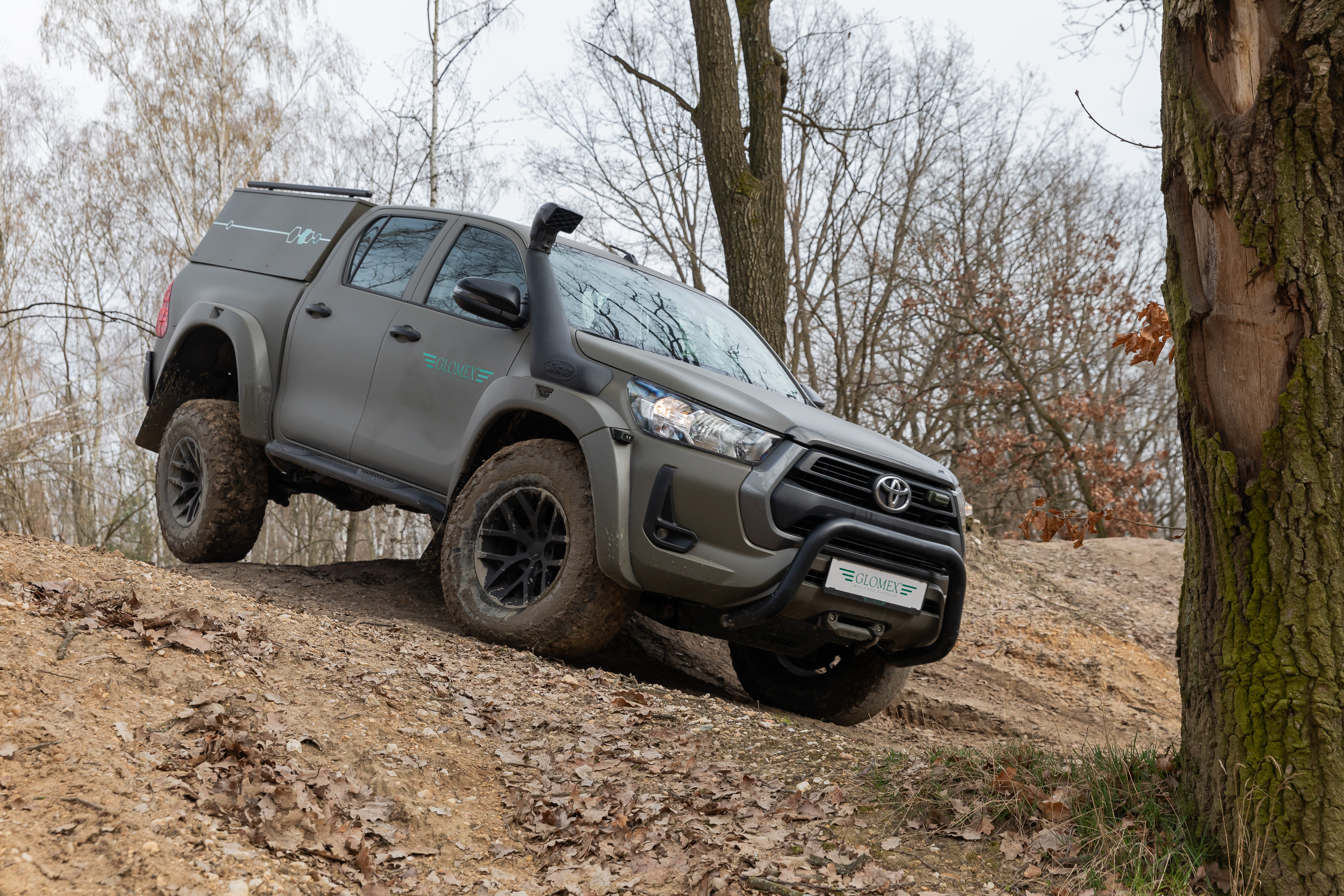
Toyota Hilux Chamios

Toyota Hilux Chamois je evoluční úprava vozu Toyota Hilux zařazeného do výzbroje Armády České republiky. Úpravu automobilu vyvinula společnost Glomex MS, která ji poprvé představila veřejnosti na veletrhu IDET 2023.
Toyote Hilux Chamois se vyznačuje zvýšeným podvozkem o 50 mm, rozšířenými blatníky, většími koly s obutím pneumatik R17 315x70 a přidanými hliníkovými pláty na podvozku.
Automobil je vybaven systémem black-out, což je noční režim zatemnění, který vypíná všechny vnější i vnitřní zdroje světla. Vozidlo je v tomto režimu ve tmě okem prakticky neviditelné. K jeho bezpečné jízdě v noci slouží infračervené reflektory, obrysová a koncová světla, která vidí pouze řidiči vybavení brýlemi nočního vidění. Systém splňuje standard NATO STANAG 4381 („Blackout system for Tactical Land Vehicles“).
Standardně je Toyota Hilux Chamois vybaven hliníkovou pevnou nástavbou vybavenou 5 držáky na dlouhé zbraně, předním ochranným rámem, odnímatelným závěsným zařízením a elektrickým navijákem (maximální tah 4536 kg, 25 m tažné lano).
Toyota Hilux Chamois prošla v roce 2023 úspěšně vojskovými zkouškami ve VTÚ Vyškov.